# Danh sách thủ phủ của Trung Quốc
Phạm vi của danh sách này chỉ giới hạn ở các thủ phủ của các đơn vị hành chính cấp một như tỉnh, khu tự trị, thành phố trực thuộc trung ương và đặc khu hành chính, bao gồm cả các thành phố trực thuộc tỉnh do tỉnh quản lý nhưng có tư cách hành chính độc lập so với tỉnh theo nhiều cách khác nhau.

## Tỉnh lỵ

### Bản đồ
- Lưu ý: Cộng hòa Nhân dân Trung Hoa tuyên bố Đài Loan là một trong những tỉnh của mình nhưng lại không kiểm soát vùng lãnh thổ này trên thực tế.

### Danh sách
| Tỉnh                                            | Tỉnh lỵ                                         | Giản thể       | Thành lập | Diện tích (km2) | Dân số (2020) | Dân số (2020) | Trung tâm hành chính |
| Tỉnh                                            | Tỉnh lỵ                                         | Giản thể       | Thành lập | Diện tích (km2) | Tổng số       | Đô thị        | Trung tâm hành chính |
| ----------------------------------------------- | ----------------------------------------------- | -------------- | --------- | --------------- | ------------- | ------------- | -------------------- |
| An Huy                                          | Hợp Phì                                         | 合肥市         | 1853      | 11.434          | 9.369.881     | 5.118.199     | Quận Thục Sơn        |
| Bắc Kinh · (thành phố trực thuộc trung ương)    | Bắc Kinh · (thành phố trực thuộc trung ương)    | 北京市         | 1927      | 16.801          | 21.893.095    | 21.893.095    | Quận Thông Châu      |
| Trùng Khánh · (thành phố trực thuộc trung ương) | Trùng Khánh · (thành phố trực thuộc trung ương) | 重庆市         | 1927      | 82.401          | 32.054.159    | 22.251.500    | Quận Du Trung        |
| Phúc Kiến                                       | Phúc Châu                                       | 福州市         | 1278      | 12.177          | 8.291.268     | 4.094.491     | Quận Cổ Lâu          |
| Cam Túc                                         | Lan Châu                                        | 兰州市         | 1667      | 13.300          | 4.359.446     | 3.072.100     | Quận Thành Quan      |
| Quảng Đông                                      | Quảng Châu                                      | 广州市         | 1369      | 7.434           | 18.676.605    | 16.492.590    | Quận Việt Tú         |
| Quảng Tây · (khu tự trị)                        | Nam Ninh                                        | 南宁市         | 1912      | 22.189          | 8.741.584     | 5.977.185     | Quận Thanh Tú        |
| Quý Châu                                        | Quý Dương                                       | 贵阳市         | 1413      | 8.034           | 5.987.018     | 4.506.134     | Quận Quan Sơn Hồ     |
| Hải Nam                                         | Hải Khẩu                                        | 海口市         | 1988      | 2.237           | 2.046.189     | 2.046.189     | Quận Tú Anh          |
| Hà Bắc                                          | Thạch Gia Trang                                 | 石家庄市       | 1968      | 15.722          | 11.235.086    | 4.717.198     | Quận Trường An       |
| Hắc Long Giang                                  | Cáp Nhĩ Tân                                     | 哈尔滨市       | 1949      | 53.100          | 10.009.854    | 7.152.381     | Quận Tùng Bắc        |
| Hà Nam                                          | Trịnh Châu                                      | 郑州市         | 1954      | 7.507           | 12.600.574    | 6.650.532     | Quận Trung Nguyên    |
| Hồng Kông · (đặc khu hành chính)                | Hồng Kông · (đặc khu hành chính)                | 香港特别行政区 | 1997      | 1.104           | 7.481.800     | 7.481.800     | Quận Trung Tây       |
| Hồ Bắc                                          | Vũ Hán                                          | 武汉市         | 1927      | 8.494           | 12.326.500    | 12.326.500    | Quận Giang Ngạn      |
| Hồ Nam                                          | Trường Sa                                       | 长沙市         | 1664      | 11.819          | 10.047.914    | 6.242.453     | Quận Nhạc Lộc        |
| Nội Mông · (khu tự trị)                         | Hohhot Hô Hòa Hạo Đặc                           | 呼和浩特市     | 1952      | 17.224          | 3.446.100     | 2.681.758     | Quận Tân Thành       |
| Giang Tô                                        | Nam Kinh                                        | 南京市         | 1952      | 6.598           | 9.314.685     | 9.314.685     | Quận Huyền Vũ        |
| Giang Tây                                       | Nam Xương                                       | 南昌市         | 1277      | 7.372           | 6.255.007     | 3.929.660     | Quận Hồng Cốc Than   |
| Cát Lâm                                         | Trường Xuân                                     | 长春市         | 1954      | 20.532          | 9.066.906     | 5.691.024     | Quận Nam Quan        |
| Liêu Ninh                                       | Thẩm Dương                                      | 沈阳市         | 1662      | 12.942          | 9.070.093     | 7.885.142     | Quận Hồn Nam         |
| Ma Cao · (đặc khu hành chính)                   | Ma Cao · (đặc khu hành chính)                   | 澳门特别行政区 | 1999      | 29              | 683.100       | 683.100       | Quận São Lourenço    |
| Ninh Hạ · (khu tự trị)                          | Ngân Xuyên                                      | 银川市         | 1928      | 4.467           | 2.859.074     | 1.901.793     | Quận Kim Phượng      |
| Thanh Hải                                       | Tây Ninh                                        | 西宁市         | 1928      | 7.372           | 2.467.965     | 1.954.795     | Quận Thành Trung     |
| Thiểm Tây                                       | Tây An                                          | 西安市         | 1286      | 9.983           | 12.952.907    | 11.904.805    | Quận Vị Ương         |
| Sơn Đông                                        | Tế Nam                                          | 济南市         | 1377      | 8.177           | 9.202.432     | 8.352.574     | Quận Lịch Hạ         |
| Thượng Hải · (thành phố trực thuộc trung ương)  | Thượng Hải · (thành phố trực thuộc trung ương)  | 上海市         | 1927      | 6.340           | 24.870.895    | 24.870.895    | Quận Hoàng Phố       |
| Sơn Tây                                         | Thái Nguyên                                     | 太原市         | 1369      | 6.959           | 5.305.061     | 4.529.141     | Quận Hạnh Hoa Lĩnh   |
| Tứ Xuyên                                        | Thành Đô                                        | 成都市         | 1286      | 12.132          | 20.937.757    | 15.419.445    | Quận Vũ Hầu          |
| Thiên Tân · (thành phố trực thuộc trung ương)   | Thiên Tân · (thành phố trực thuộc trung ương)   | 天津市         | 1927      | 11.760          | 13.866.009    | 10.932.000    | Quận Hà Tây          |
| Tây Tạng · (khu tự trị)                         | Lhasa Lạp Tát                                   | 拉萨市         | 1642      | 29.274          | 867.891       | 648.044       | Quận Thành Quan      |
| Tân Cương · (khu tự trị)                        | Ürümqi Ô Lỗ Mộc Tề                              | 乌鲁木齐市     | 1884      | 14.577          | 3.112.559     | 3.029.372     | Quận Thiên Sơn       |
| Vân Nam                                         | Côn Minh                                        | 昆明市         | 1275      | 21.473          | 8.460.088     | 5.604.310     | Quận Trình Cống      |
| Chiết Giang                                     | Hàng Châu                                       | 杭州市         | 1367      | 16.847          | 11.936.010    | 10.711.238    | Quận Thượng Thành    |

## Các thành phố trực thuộc tỉnh không phải là tỉnh lỵ
Thành phố trực thuộc tỉnh (thành phố cấp phó tỉnh) có địa vị thấp hơn thành phố trực thuộc trung ương, là những thành phố độc lập và tương đương với thành phố cấp địa khu (địa cấp thị), nhưng cao hơn các thành phố cấp tỉnh thông thường khác, vốn hoàn toàn do tỉnh quản lý. Tuy nhiên, các thành phố trực thuộc tỉnh này được đánh dấu giống như các thủ phủ tỉnh khác (hoặc thành phố cấp tỉnh nếu thành phố không phải là thủ phủ tỉnh) trên hầu hết các bản đồ.
Tổng cộng có năm thành phố trực thuộc tỉnh không phải là tỉnh lỵ của tỉnh đó. Năm thành phố này đã được chỉ định là "Thành phố có quy hoạch độc lập" (tiếng Trung: 计划单列市; bính âm: Jìhuá Dānliè Shì).

### Danh sách
| Tỉnh        | Thành phố  | Giản thể | Thành lập | Diện tích (km2) | Dân số (2010) | Dân số (2010) | Trung tâm hành chính |
| Tỉnh        | Thành phố  | Giản thể | Thành lập | Diện tích (km2) | Tổng số       | Đô thị        | Trung tâm hành chính |
| ----------- | ---------- | -------- | --------- | --------------- | ------------- | ------------- | -------------------- |
| Phúc Kiến   | Hạ Môn     | 厦门市   | 1988      | 1.699           | 3.531.347     | 3.119.110     | Quận Tư Minh         |
| Quảng Đông  | Thâm Quyến | 深圳市   | 1988      | 2.050           | 10.358.381    | 10.358.381    | Quận Phúc Điền       |
| Liêu Ninh   | Đại Liên   | 大连市   | 1984      | 13.237          | 8.106.171     | 4.222.409     | Quận Tây Cương       |
| Sơn Đông    | Thanh Đảo  | 青岛市   | 1986      | 11.026          | 8.715.087     | 4.556.077     | Quận Thị Nam         |
| Chiết Giang | Ninh Ba    | 宁波市   | 1987      | 9.816           | 7.605.689     | 2.823.065     | Quận Ngân Châu       |

Ngoại trừ Phúc Châu, thủ phủ của tỉnh Phúc Kiến thì các thủ phủ của bốn tỉnh còn lại được liệt kê ở trên – Quảng Châu, Thẩm Dương, Tế Nam và Hàng Châu – đều là thành phố trực thuộc tỉnh. Trước năm 1997. khi Trùng Khánh còn là thành phố trực thuộc tỉnh của tỉnh Tứ Xuyên, thì Thành Đô, thủ phủ của tỉnh này hiện nay, cũng là một thành phố trực thuộc tỉnh.